# Holly Holm

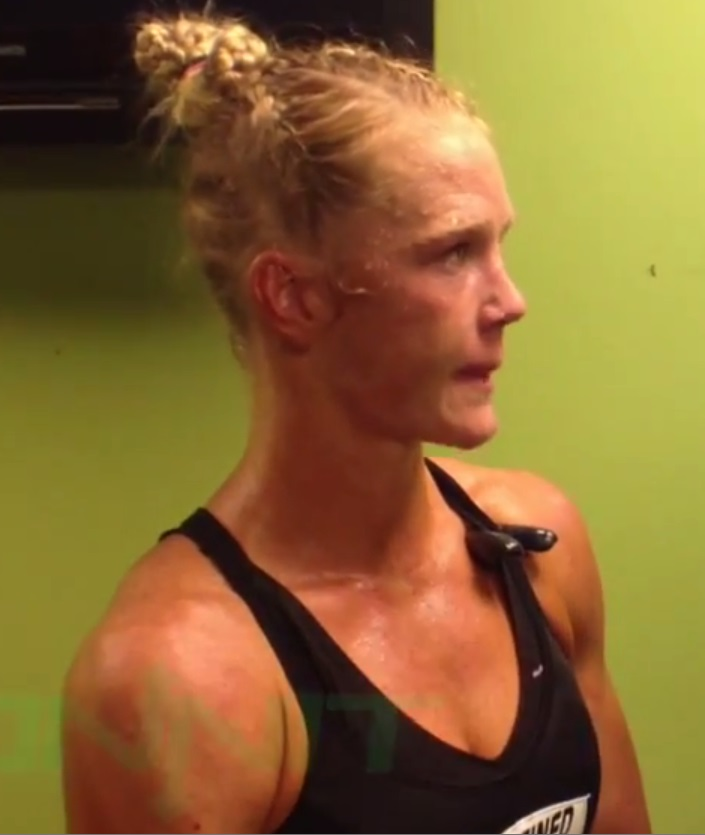
Holly Holm (2013)

Holly Rene Holm-Kirkpatrick (* 17. Oktober 1981 in Albuquerque, New Mexico) ist eine US-amerikanische Mixed-Martial-Arts-Kämpferin und ehemalige Boxerin. Sie gilt als eine der besten Boxerinnen und gewann 21 WM-Kämpfe in drei Gewichtsklassen. 2015 schlug sie Ronda Rousey beim Kampf um den UFC-Titel im Bantamgewicht. Sie ist damit der erste Kampfsportler, der Weltmeistertitel im Boxen und Mixed-Martial-Arts gewinnen konnte.
2022 fand sie Aufnahme in die International Boxing Hall of Fame.

## Familie und Privates
Holly Holm ist die Tochter von Tammy Bredy und Roger Holm, einem Prediger, was ihr den späteren Kampfnamen „The Preacher's Daughter“ einbrachte. Sie hat zwei ältere Brüder, besuchte die Manzano High School und danach ein Jahr lang die University of New Mexico, zudem arbeitete sie als Kellnerin und Chiropraktik-Assistentin. Seit April 2012 ist sie mit dem ebenfalls aus Albuquerque stammenden Jeff Kirkpatrick verheiratet.

## Kickboxen
Holly Holm begann im Alter von 16 Jahren mit dem Kickboxen und bestritt mit 18 Jahren ihren ersten Kampf. Bei den Amateuren blieb sie in acht Kämpfen ungeschlagen und gewann 2001 in Kansas das USA National Championship Tournament der IKF im Weltergewicht. Zwischen Juni 2002 und August 2003 bestritt sie drei Profikämpfe und gewann zwei davon.

## Boxen
Ihr Debüt als Profiboxerin gab sie im Januar 2002 in Albuquerque. Im Laufe ihrer Karriere besiegte sie unter anderem 2005 Christy Martin (Bilanz: 46-3) und Mia St. John (42-5), 2008 Mary Jo Sanders (25-0), sowie 2009 Myriam Lamare (16-2) und Duda Yankovich (11-0). Im Dezember 2011 verlor sie durch Knockout gegen Anne Sophie Mathis (25-1), gewann jedoch den direkten Rückkampf im Juni 2012 einstimmig nach Punkten. Sie beendete ihre Boxkarriere im Mai 2013 nach einem Sieg gegen Mary McGee (20-1).
Holly gewann zahlreiche Titel in verschiedenen Gewichtsklassen, darunter die Weltmeistertitel der Verbände IBA, WIBA, GBU, IFBA, WBF, WBA- und WBC im Weltergewicht. Insgesamt gewann sie 33 von 38 Kämpfen, davon neun durch Knockout, bei drei Unentschieden und zwei Niederlagen. Ihre erste Niederlage hatte sie 2004 durch Kampfabbruch aufgrund einer Cutverletzung gegen Rita Turrisi erlitten.
Laut BoxRec-Datenbank gilt Holly Holm als die bisher erfolgreichste Boxerin im Weltergewicht und erhielt zahlreiche Auszeichnungen und Ehrungen. So wurde sie unter anderem vom Ring Magazine 2005 und 2006 jeweils zur „Boxerin des Jahres“ gewählt und fand 2013 Aufnahme in die New Mexico Boxing Hall of Fame.

## Mixed Martial Arts
Noch während ihrer Boxkarriere bestritt sie im März 2011 ihren ersten MMA-Kampf und wechselte erst nach zwei weiteren Kämpfen endgültig zum MMA. Sie gewann drei Kämpfe bei Fresquez Productions, einen bei Bellator MMA und drei bei der LFC, wobei sechs ihrer Siege durch Leg-, Body- oder Head-Kicks und einer durch einstimmige Punktwertung zustande kamen. Bei ihrem letzten dieser Kämpfe gewann sie den LFC-Meistertitel im Bantamgewicht durch T.K.o. gegen die Brasilianerin Juliana Werner (7-3).
Im Juli 2014 unterzeichnete sie einen Vertrag bei der UFC und gewann im Februar und Juli 2015 jeweils nach Punkten gegen Raquel Pennington und Marion Reneau. Im November 2015 kämpfte sie als klare Außenseiterin bei der UFC 193 in Melbourne gegen Ronda Rousey (12-0) um die UFC-Weltmeisterschaft im Bantamgewicht. Holly Holm beherrschte den Kampf jedoch deutlich und besiegte Rousey durch einen Head-Kick in der zweiten Runde. Mit 56.214 Zusehern vor Ort, war es zudem die bis dahin zuschauerstärkste UFC-Veranstaltung der Geschichte. Bei den World MMA Awards im Februar 2016 wurde Holm in den Kategorien „Kämpferin des Jahres“, „Durchbruch des Jahres“, „Knockout des Jahres“ und „Überraschung des Jahres“ ausgezeichnet.
Im März 2016 verlor sie ihre erste Titelverteidigung durch einen „Rear Naked Choke“ in der fünften Runde gegen Miesha Tate (17-5). Im Juli 2016 verlor sie nach Punkten gegen Walentyna Schewtschenko (12-2) und im Februar 2017 nach Punkten gegen Germaine de Randamie (6-3). Aufgrund angeblicher Unsportlichkeiten von Randamie erhob Holm nach dem Kampf Einspruch bei der New York State Athletic Commission (NYSAC), die jedoch nach Sichtung des Videomaterials keinen Regelverstoß feststellen konnte und das Kampfergebnis bestätigte.
Bei der UFC Fight Night 111 im Juni 2017, besiegte sie Bethe Correia (10-2) durch Knockout in der dritten Runde. Gegen Cristiane Justino unterlag sie im Dezember 2017, im Hauptkampf der UFC 219, nach Punkten.

## Erfolge

### Kickboxen
Bilanz: 8 Siege – 1 Niederlage – 2 Unentschieden
- 2001: US-amerikanische Meisterin der IKF im Weltergewicht

### Boxen
Bilanz: 33 Siege – 2 Niederlagen – 3 Unentschieden
- 2004: IBA-Weltmeisterin im Halbweltergewicht (3 Titelverteidigungen)
- 2006: WBA-Weltmeisterin im Weltergewicht (1 Titelverteidigung), IBA-Weltmeisterin im Halbweltergewicht und IFBA-Weltmeisterin im Halbmittelgewicht
- 2007: WBC-Weltmeisterin im Weltergewicht (1 Titelverteidigung), IFBA-Weltmeisterin im Weltergewicht (2 Titelverteidigungen), WIBA-, IBA- und GBU-Weltmeisterin im Weltergewicht
- 2008: IFBA- und IBA-Weltmeisterin im Halbmittelgewicht
- 2009: WIBA-Weltmeisterin im Weltergewicht (2 Titelverteidigungen) und NABF-Nordamerikameisterin im Halbmittelgewicht
- 2010: WIBA-Weltmeisterin im Halbmittelgewicht und IBA-Weltmeisterin im Halbmittelgewicht (1 Titelverteidigung)
- 2012: WBF- und IBA-Weltmeisterin im Weltergewicht, WBF-Weltmeisterin im Halbmittelgewicht (1 Titelverteidigung) und IBA-Weltmeisterin im Halbmittelgewicht (1 Titelverteidigung)

### Mixed Martial Arts
Bilanz: 12 Siege – 5 Niederlagen
- 2014: LFC-Champion im Bantamgewicht
- 2015: UFC-Champion im Bantamgewicht